# Les Six
Les Six lub Grupa Sześciu − grupa francuskich kompozytorów działających w latach 1918−1921. Nazwy „Grupa Sześciu” użył po raz pierwszy krytyk muzyczny i kompozytor Henri Collet. Do grupy należeli:
- Georges Auric (1899−1983),
- Louis Durey (1888−1979),
- Arthur Honegger (1892−1955),
- Darius Milhaud (1892−1974),
- Francis Poulenc (1899−1963),
- Germaine Tailleferre (1892−1983).

Deklarowali niechęć wobec tradycyjnej muzyki, a zwłaszcza wobec patetycznej muzyki wagnerowskiej oraz impresjonizmu. Chcieli pisać muzykę prostą, dowcipną, a nawet prowokującą. Duchowymi patronami Szóstki byli Erik Satie oraz Jean Cocteau. Po krótkim czasie wspólnych działań kompozytorzy podążyli własnymi drogami. Trzech z nich zaznaczyło swą obecność w muzyce „poważnej” lat międzywojennych (Honegger, Milhaud, Poulenc), a jeden został popularnym twórcą muzyki filmowej (Auric).